# Carum carvifolium
Carum carvifolium är en flockblommig växtart som beskrevs av George Bentham och Joseph Dalton Hooker. Carum carvifolium ingår i släktet kumminsläktet, och familjen flockblommiga växter. Inga underarter finns listade i Catalogue of Life.